# Андроникашвили, Георгий Александрович
Георгий Александрович Андроникашвили — советский хозяйственный, государственный и политический деятель.

## Биография
Родился в 1933 году. Член КПСС с 1959 года.
С 1957 года — на хозяйственной, общественной и политической работе. В 1957—1987 гг. — секретарь комитета комсомола института, второй секретарь, первый секретарь Тбилисского горкома ЛКСМ Грузии, второй секретарь ЦК ЛКСМ Грузии, заместитель заведующего отделом ЦК КП Грузии, первый секретарь Ленинского райкома КП Грузии города Тбилиси, секретарь Тбилисского горкома партии, директор проектного института «Грузгипрогорстрой», заведующий отделом строительства и городского хозяйства ЦК КП Грузии, секретарь ЦК КП Грузии.
Избирался депутатом Верховного Совета Грузинской ССР 6-го, 8-11-го созывов.
Умер в Грузии в 1997 году.